# كيم ييل
كيم ييل (بالإنجليزية: Kim Yale)‏ هي كاتبة قصص مصورة أمريكية، ولدت في 22 نوفمبر 1953 في إيفانستون في الولايات المتحدة، وتوفيت في 7 مارس 1997 بسبب سرطان الثدي.